# Carbutt-Gletscher
Der Carbutt-Gletscher ist ein Gletscher an der Danco-Küste des Grahamlands auf der Antarktischen Halbinsel. Er mündet östlich der Flandernbucht und des Maddox Peak in den Goodwin-Gletscher.
Der Gletscher ist unbenannt auf einer argentinischen Landkarte aus dem Jahr 1954 verzeichnet. Das UK Antarctic Place-Names Committee benannte ihn 1960 nach dem US-amerikanisch-britischen Fotografen John Carbutt (1832–1905), dem Erfinder des ersten funktionstüchtigen Zelluloidfilms in der Geschichte der Fotografie im Jahr 1888.